# Frøyas herrlandslag i fotboll
Frøyas herrlandslag i fotboll representerar den norska ö-kommunen Frøya i fotboll på herrsidan. Man är inte med i Fifa eller Uefa. Däremot i  International Island Games Association, och kan delta i Internationella öspelen, vilket de gjort 1997, 1999, 2003, 2009, 2013 och 2017.

## Målskyttar vidInternationella öspelen
Utifrån tillgänglig statistik. Statistiken innefattar målskyttar i turneringarna 1997, 1999, 2009 och 2017.
|   | Namn                 | Öspel      | Mål |
| - | -------------------- | ---------- | --- |
| 1 | Karl Harald Måsøval  | 1997, 1999 | 9   |
| 2 | Andreas Johansen     | 2017       | 3   |
| 2 | Tore Furberg         | 1997, 1999 | 2   |
| 3 | Joran Adolfsen       | 2009       | 1   |
| 3 | Trond Bekken         | 1997       | 1   |
| 3 | Bjørn Ervik          | 1999       | 1   |
| 3 | Martin Gaaso         | 2009       | 1   |
| 3 | Arve Iversen         | 1997       | 1   |
| 3 | Karolis Jasaites     | 2017       | 1   |
| 3 | Stian Kristiansen    | 2017       | 1   |
| 3 | Richard Meland       | 2009       | 1   |
| 3 | Ole Norborg Mathisen | 2017       | 1   |
| 3 | Hallgeir Pettersen   | 1999       | 1   |
| 3 | Ove Skarpnes         | 1999       | 1   |
| 3 | Bjarne Sørdal        | 2017       | 1   |